# Pyotr Aleksandrovich Smirnov
Pyotr Alexandrovich Smirnov (tiếng Nga: Пётр Александрович Смирнов; 1897–1939) là một chính khách và sĩ quan chính trị cao cấp Liên Xô, Phó ủy viên nhân dân Quốc phòng kiêm Tư lệnh Hải quân Liên Xô.

## Tiểu sử
Smirnov sinh ra trong một gia đình công nhân ở một ngôi làng gần Vyatka vào năm 1897. Ông tốt nghiệp và làm thợ rèn trong một xưởng gỗ từ năm 1913. Ông gia nhập những người Bolshevik năm 1917 và là thành viên của lực lượng Cận vệ Đỏ. Ông đã chiến đấu trong cuộc nội chiến và kết thúc với tư cách là một chỉ huy lữ đoàn và một sĩ quan chính trị cấp tập đoàn quân. Năm 1921, ông tham gia đàn áp cuộc nổi dậy Kronstadt.
Trong những năm 1920, ông là Chính ủy Quân khu Volga và Bắc Kavkaz. Từ năm 1926, ông tham gia Tổng cục Chính trị của các lực lượng vũ trang và là chính ủy của Hạm đội Baltic và các quân khu.
Năm 1937, ông tham gia vào cuộc thanh trừng các nhà lãnh đạo quân sự trong đó có Yakov Gamarnik. Tháng 10 năm 1937, ông trở thành Phó hủy viên nhân dân Quốc phòng và là Tư lệnh Hải quân Liên Xô từ tháng 12 năm 1937.
Ông bị bắt vào tháng 6 năm 1938 và bị xử bắn vào tháng 2 năm 1939. Ông đã được phục hồi vào năm 1956.